# ArduSat 1
ArduSat 1 (von Arduino und Satellit) ist ein US-amerikanischer Technologieerprobungs- und Amateurfunksatellit.

## Aufbau und Nutzlast
Bei ArduSat 1 handelt es sich um einen Cubesat der Größe 1U. Die Hauptplatine enthält mehrere Arduino-Leiterplatten. Zur Steuerung und Auswertung konnten selbstentwickelte Applikationen eingereicht werden, die die Signale der Kamera und der verschiedenen Sensoren auswerten.
Der Satellit sendet auf der Amateurfunkfrequenz 437,325 MHz im 70-cm-Band mit 9600 Baud.

## Missionsverlauf
ArduSat 1 wurde am 3. August 2013 19:48 UTC  von Tanegashima Space Center an Bord des japanischen Raumfrachters HTV-4 zusammen mit den Kleinsatelliten ArduSat X, TechEdSat 3p und Pico Dragon  mit einer H-IIB zur Raumstation ISS gestartet. Am 19. November 2013 wurde der CubeSat von Bord der ISS aus mit Hilfe einer Startvorrichtung in den Weltraum ausgesetzt.